# Slakoperka
Slakoperka (apera, svrakopirc; lat. Apera), biljni rod iz porodice travovki rasprostranjen po Euroaziji i sjevernoj Africi.
U Hrvatskoj rastu dvije vrste, jednogodišnja i raspršena slakoperka.

## Vrste
1. Apera baytopiana Dogan
2. Apera intermedia Hack.
3. Apera interrupta (L.) P.Beauv.
4. Apera spica-venti (L.) P.Beauv.
5. Apera triaristata Dogan